# Satoshi Yamaguchi (Fußballspieler, 1959)
Satoshi Yamaguchi (jap. 山口 悟, Yamaguchi Satoshi; * 1. August 1959 in der Präfektur Ōita) ist ein ehemaliger japanischer Fußballtorhüter.

## Nationalmannschaft
1981 debütierte Yamaguchi für die japanische Fußballnationalmannschaft. Mit der japanischen Nationalmannschaft qualifizierte er sich für die Junioren-Fußballweltmeisterschaft 1979.

## Errungene Titel
- Japan Soccer League: 1978, 1982
- Kaiserpokal: 1978, 1980